# Edgar Boonen
Edgar Boonen (Opitter, 22 december 1912 - Antwerpen, 24 februari 1993) was een Belgisch advocaat.

## Levensloop
Boonen behaalde zijn humanioradiploma voor de Centrale examenjury. Hij studeerde vervolgens geschiedenis en rechten aan de Katholieke Universiteit Leuven, met een paar semesters doorgebracht aan de universiteiten van Leipzig en Hamburg. Hij legde het examen van doctor in de rechten af, opnieuw voor de Centrale examencommissie.
Boonen schreef zich in aan de balie van Antwerpen en volbracht zijn stage bij René Victor. Dit bracht met zich mee dat hij meewerkte aan het door Victor gestichte Rechtskundig Weekblad, wat hij zou blijven doen tot aan zijn dood.

## Vlaamse Beweging
In zijn studententijd was Boonen leider van het Algemeen Katholiek Vlaamsch Studentenverbond (AKVS). In 1932 werd hij redacteur van De Blauwvoet en in 1933 werd hij door enkele gouwbestuursleden tot de 'leider' uitgeroepen, in de verwachting dat hij van het AKVS de jeugdbeweging van het Verdinaso zou maken. Hij deed dit echter niet, en zag hierdoor een actief deel van de jeugdbeweging verdwijnen. Het jaar daarop kwam hij in conflict met het Katholiek Vlaams Hoogstudentenverbond, geleid door Piet Meuwissen. In 1935 moest hij weer een fusie verhinderen, ditmaal met de jeugdformatie van het VNV. 
Boonen was tegenstander van de door de bisschoppen ondersteunde Katholieke Actie en schreef erover bijtende brochures. Hij doopte het AKVS om tot 'Algemeen Katholiek Dietsch Studentenverbond'. Hij schreef ook een overzicht van het conflict tussen het episcopaat en het AKVS. In het tijdschrift Dietbrand geleid door Wies Moens, publiceerde hij enkele hevige artikels die tegen het VNV waren gericht. Tegen het einde van de jaren dertig was het AKVS nog slechts een schaduw van wat ze vroeger was en Boonen trok zich uit de jeugdbeweging terug.

## Oorlogsjaren
De bekendheid die Boonen had verworven in de Vlaamse beweging, bracht mee dat hij op 10 mei 1940 door de Staatsveiligheid werd opgepakt en tot de gijzelaars behoorde die werden naar Frankrijk gevoerd.
Na zijn terugkeer einde juli 1940, nam hij, samen met Walter Bouchery, het secretariaat op zich van de Conferentie van de Vlaamse balie in Antwerpen, die met voorzitter Jan Timmermans, ondervoorzitters René Lagrou en René Lambrichts, volledig in de  handen van overtuigde collaborateurs was terechtgekomen. En toen de Duitse bezetter verdere publicatie van het Rechtskundig Weekblad verbood, was Boonen in maart 1941 medestichter, met Jan Timmermans, van Het Juristenblad dat duitsvriendelijker was. Dit was voldoende om na de Bevrijding als collaborateur te worden beschouwd. Van 17 november 1944 tot 3 januari 1945 zat hij opgesloten, maar werd na zijn vrijlating niet verder vervolgd. 
Hij trouwde in 1941 met de voordrachtkunstenares en dichteres Lisbeth Van Thillo.

## Na de oorlog
Boonen werd niettemin ingeschreven op de 'lijst van de auditeur' wat betekende dat hij zijn burgerrechten verloor en in februari 1945 geschrapt werd als advocaat. De vrijgekomen tijd gebruikte hij onder meer voor het oprichten van het satirisch weekblad Rommelpot.
In 1951 verkreeg hij eerherstel en werd hij opnieuw advocaat. Willem Elsschot wijdde aan dit eerherstel een huldedicht. In 1961 werd Boonen voorzitter van de Vlaamse Conferentie en van 1970 tot 1972 was hij zelfs stafhouder van de Antwerpse balie. 
In 1984 volgde Boonen René Victor op als hoofdredacteur van het Rechtskundig Weekblad en bleef dit tot aan zijn dood.

## Publicatie
- Volk en Recht. Is de rechtswetenschap een politieke wetenschap?, Brugge, Wiek Op, 1941